# Ahtena jezik
Ahtena jezik (ahtna, atna, copper river, mednovskiy; ISO 639-3: aht), gotovo izumrli jezik Ahtena Indijanaca s Copper Rivera na Aljaski, kojim govori 35 ljudi (2000 popis) od 500 (Krauss 1995) etničkih Ahtena.
Jezik pripada porodici atabaska, podskupini tanaina-ahtna. U današnje vrijeme najzastupljeniji je engleski [eng]

## Vanjske poveznice
- Ethnologue (14th)
- Ethnologue (15th)